# Навчально-спортивна база літніх видів спорту МО України

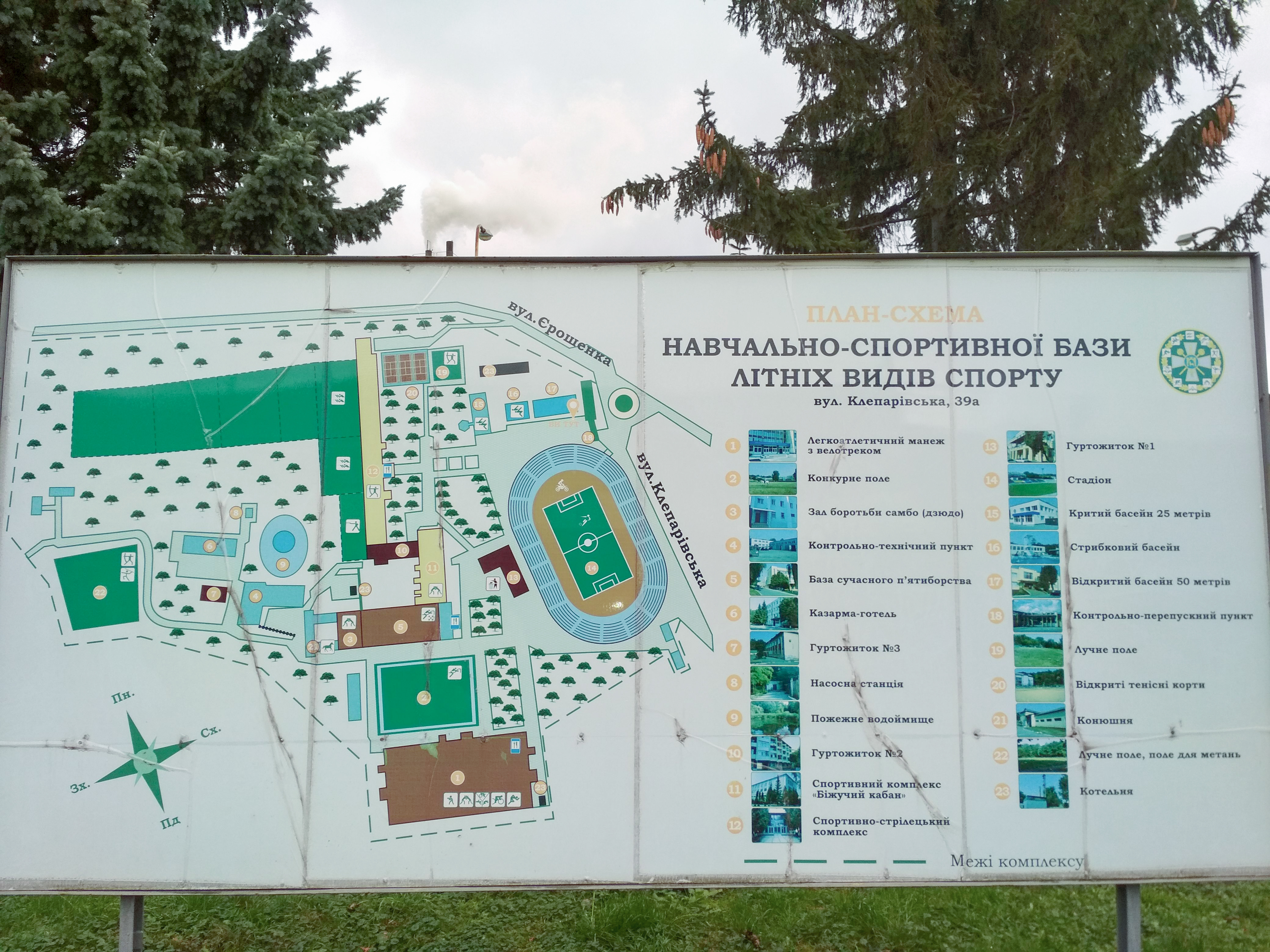
План-схема Навчально-спортивної бази ЛВБ МОУ

Навчально-спортивна база літніх видів спорту (НСБ ЛВС МОУ) — спортивний комплекс літніх видів спорту у Львові, яка підпорядковується Міністерству оборони України. Спортивний клуб армії у Львові створено 1949 року. У радянський час клуб мав скорочену назву СКА (Львів).
Навчально-спортивна база ЛВС МОУ внесена до переліку баз олімпійської підготовки національних збірних команд України. База готує армійських спортсменів, виховує власних спортсменів у системі ДЮСШ, забезпечує навчально-тренувальний процес збірних команд України, а також проводить спортивні змагання та заходи.

## Навчально-тренувальна база
- спортивно-стрілецький комплекс;
- легкоатлетичний манеж з велотреком;
- база сучасного п'ятиборства;
- стадіон;
- універсальний спортивний зал;
- басейн;
- спеціалізований зал спортивної гімнастики.

## Історія
14 квітня 1949 року при окружному будинку офіцерів (ОБО) відкрито спортивний клуб.
19 серпня 1955 року сформовано, як окрему військову установу, Спортивний клуб Прикарпатського військового округу.
12 липня 1960 року Спортивний клуб Прикарпатського військового округу переформовано в Спортивний клуб армії.
12 січня 1972 року Спортивний клуб армії переформовано в 8-й спортивний клуб армії.
14 грудня 2005 року 8-й спортивний клуб армії переформовано в Навчально-спортивну базу літніх видів спорту.
З середини 70-x років починається розбудова сучасної навчально–матеріальної бази. Під безпосереднім керівництвом першого заступника командувача військами ПрикВО генерал-полковника Миколи Абашина було збудовано спортивно-стрілецький комплекс, легкоатлетичний манеж з велотреком, базу сучасного п'ятиборства, які не мали і не мають аналогів в Україні. У 1980 році ці будівлі стають запасними аренами для проведення Ігор XXII Олімпіади. У 1992 році особовий склад 8 СКА прийняв присягу на вірність Українському Народові.

## Керівництво
- полковник Сеник Руслан Миколайович — начальник бази
- майор Мар'яш Віктор Петрович — заступник начальника бази по роботі з особовим складом
- майор Михайлов Володимир Віталійович — заступник начальника бази— начальник навчально-методичного відділу